# Kleinschijfsidderrog
De kleinschijfsidderrog (Tetronarce microdiscus) is een vissensoort uit de familie van de sidderroggen (Torpedinidae). De wetenschappelijke naam van de soort is voor het eerst geldig gepubliceerd in 1985 door Parin & Kotlyar.